# Pu Zhiqiang
Pu Zhiqiang, né le 17 janvier 1965 à Tangshan, est un avocat défenseur des droits de l'homme chinois, connu pour avoir défendu Ai Weiwei.

## Biographie

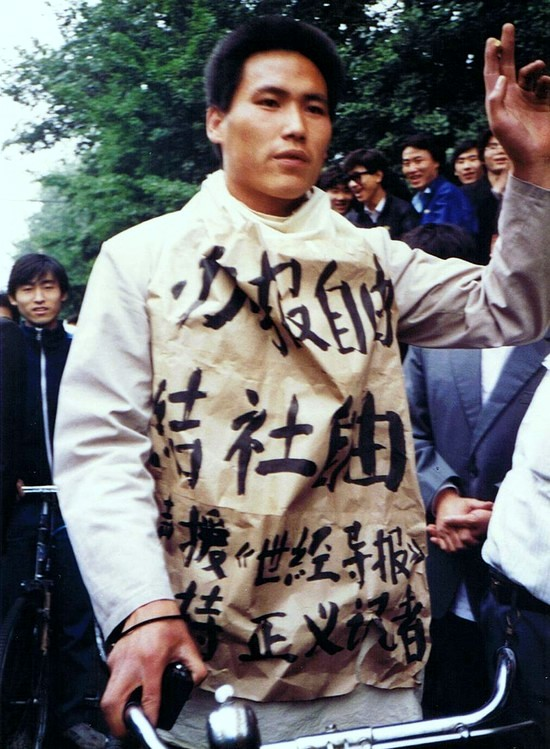
Une photo de Pu Zhiqiang, alors étudiant, manifestant à Tiananmen, prise le 10 mai 1989.

Alors qu'il est étudiant, Pu Zhiqiang participe en 1989, aux Manifestations de la place Tian'anmen.
Pu Zhiqiang considère que Mao Zedong n'est « pas meilleur qu'Hitler » et demande la crémation de son corps, celui-ci étant actuellement embaumé dans un mausolée de la place Tiananmen.
En 2008, Pu Zhiqiang est un des signataires de la charte 08,, dont l'un des auteurs principaux est Liu Xiaobo emprisonné depuis 2009.
Pu Zhiqiang est placé en détention le 6 mai 2014 pour avoir participé à une commémoration privée du massacre de Tiananmen de 1989 notamment avec Xu Youyu et la blogueuse dissidente Liu Do. Puis il est officiellement arrêté le 13 juin accusé de « provocation de troubles »et d'« obtention illégale d'informations personnelles ». Pour s'être notamment moqué de Mao Xinyu, petit fils de Mao Zedong et de Shen Jilan, une élue qui n'a jamais voté contre une proposition de loi depuis 1954, dans des tweets, Pu Zhiqiang risque d´être condamné à la prison.
En mai 2015, après une détention provisoire d'un an, il est finalement inculpé pour « incitation à la haine ethnique » et avoir « provoqué le désordre », car il avait condamné la répression des Ouïghours au Xinjiang ou des Tibétains sur les plateaux tibétains. Pour son avocat, c'est un prétexte.
Un autre motif pourrait être son documentaire, terminé en mars 2014 pour la session parlementaire chinoise deux mois avant son arrestation. Basé sur des témoignages d’officiels chinois torturés dans la lutte anticorruption, il entendait dénoncer le shuanggui (la double détention), autorisant la police à détenir des suspects sans procédure judiciaire.
Après 18 mois de détention provisoire, Pu Zhiqiang est entendu le 14 décembre 2015 par la Cour populaire intermédiaire numéro deux de Pékin. Malgré un important dispositif policier déployé à cette occasion des échauffourées ont lieu autour du tribunal. Il est condamné le 22 décembre 2015 à une peine de trois ans de détention avec sursis, décision dont il ne fera pas appel, selon la télévision d’Etat CCTV
.

## Dossiers en défense
Pu Zhiqiang intervient dans des affaires concernant la liberté d'expression. Il participe à la défense du dissident Ai Weiwei et de membres du Parti communiste chinois ayant subi des tortures dans le cadre d'enquêtes sur des allégations de corruption.

### Affaire Wu Chuntao et Chen Guidi
En 2004, Pu Zhiqiang assure la défense de deux journalistes Wu Chuntao (en) et Chen Guidi (en) auteurs qui décrivent des faits de corruption et d'incompétences des cadres du Parti dans la province de Anhui. L'étude est publiée, au début de l'année 2004, dans le livre A Survey of Chinese Peasants qui se vend à 200 000 exemplaires avant d'être censurée, l'ouvrage sera alors diffusé illégalement à près de 8 millions d'exemplaires en Chine. L'ouvrage reçoit le prix Lettre Ulysses Award (en). Zhang Xide, un responsable communiste de la province les poursuit pour diffamation, les deux auteurs sont relaxés.

### Affaire Yu Qiyi
Pu Zhiqiang défend la famille de Yu Qiyi, mort noyé en avril 2013 lors d'interrogatoires. Le corps de la victime était « noir et bleu » avec des traces de brûlures de cigarettes. Pendant le procès des six membres du Parti communiste (dont cinq appartiennent au Comité central pour l'inspection disciplinaire du Parti communiste chinois) ayant torturé la victime, Pu Zhiqiang est expulsé du tribunal parce qu’il souhaitait interroger un accusé sur le supérieur hiérarchique qui avait autorisé les tortures. Le juge refuse que celui-ci soit nommé « Appelez-le simplement le leader », demande ce dernier. Les six accusés ont été reconnus coupables et condamnés à des peines allant de 4 à 14 ans de prison.